# IV Korpus Pancerny SS
IV Korpus Pancerny SS – korpus pancerny jednostek Waffen-SS, biorący udział w starciach na Bałkanach i froncie wschodnim podczas II wojny światowej.

## Formowanie i walki
Jednostka została uformowana w Poitiers w sierpniu 1943. 30 lipca 1944 do oddziału dołączył VII Korpus Pancerny SS, który następnie został przeformowany do 3. Dywizji "Totenkopf" i 5 Dywizji "Wiking". Korpus ten, został umiejscowiony na linii wokół Warszawy, gdzie stał się częścią 9 Armii. W sierpniu 1944 oddział wziął udział w tłumieniu Powstania Warszawskiego. Po utrzymaniu linii okalającej Warszawę, dywizja została cofnięta w okolice Modlina.
W grudniu 1944, dywizja wraz z Chorwackim Górskim Korpusem Pancernym SS, wzięła udział w okrążaniu Budapesztu. Następnie, jednostka została przydzielona do 6. Armii, z którą brała udział w Operacji Konrad.
Po porażce podczas Operacji Konrad III, jednostka trafiła na zachód w okolice jeziora Balaton, gdzie została użyta podczas obrony lewego skrzydła w Operacji Frühlingserwachen, niedaleko miasta Székesfehérvár. Po przegranej w tej ofensywie, korpus, dzięki pomocy 9 Dywizji "Hohenstaufen" trafił w okolice Wiednia, gdzie 9 maja 1945, poddał się wojsku amerykańskiemu.

## Dowódcy korpusu
- gen.[1] Alfred Wünnenberg (5 sierpnia 1943 – 23 października 1943)
- gen. Walter Krüger (23 października 1943 – 1 lipca 1944)
- gen. Matthias Kleinheisterkamp (1 lipca 1944 – 20 lipca 1944)
- gen. mjr Nikolaus Heilmann (20 lipca 1944 – 6 sierpnia 1944)
- gen. Herbert Otto Gille (6 sierpnia 1944 – 8 maja 1945)[2]

## Struktura organizacyjna
Skład 16 września 1944:
- Gruppe von dem Bach
- 19. Dywizja Pancerna
- 3 Dywizja Pancerna SS Totenkopf
- 5 Dywizja Pancerna SS Wiking
- 73. Dywizja Piechoty
- 1 ungarische Kavallerie-Division (1 Węgierska Dywizja Kawalerii)
- Werfer-Abteilung 104 / 504
- Schwere SS-Artillerie-Abteilung 504 (504 Hufiec Ciężkiej Artylerii SS)
- SS-Korps-Nachrichten-Abteilung 104
- SS-Sanitäts-Abteilung 104
- Feld-Ausbildungs-Battalion IV.SS-Panzer-Korps
- Kraftfahrzeug-Kompanie 504
- Bekleidung-Instandsetzungs-Zug 504
- SS-Feldpostamt 104

Skład 17 stycznia 1945 (w trakcie operacji Konrad III):
- 3 Dywizja Pancerna SS Totenkopf
- 5 Dywizja Pancerna SS Wiking
- 1 Dywizja Pancerna
- 3 Dywizja Pancerna
- 509 Batalion Czołgów Ciężkich
- I./24 Panzer-Abteilung
- 1335 Stug-Abteilung
- 219 Sturmpanzer-Abteilung
- Volks-Werfer-Brigade 17
- Werfer-Abteilung 104 / 504
- Schwere SS-Artillerie-Abteilung 504 (504 Hufiec Ciężkiej Artylerii SS)
- SS-Korps-Nachrichten-Abteilung 104
- SS-Sanitäts-Abteilung 104
- Feld-Ausbildungs-Battalion IV.SS-Panzer-Korps
- Kraftfahrzeug-Kompanie 504
- Bekleidung-Instandsetzungs-Zug 504
- SS-Feldpostamt 104

Skład 1 marca 1945 (w trakcie operacji Frühlingserwachen):
- 3 Dywizja Pancerna SS Totenkopf
- 5 Dywizja Pancerna SS Wiking
- 356 Dywizja Piechoty
- Werfer-Abteilung 104 / 504
- Schwere SS-Artillerie-Abteilung 504 (504 Hufiec Ciężkiej Artylerii SS)
- SS-Korps-Nachrichten-Abteilung 104
- SS-Sanitäts-Abteilung 104
- Feld-Ausbildungs-Battalion IV.SS-Panzer-Korps
- Kraftfahrzeug-Kompanie 504
- Bekleidung-Instandsetzungs-Zug 504
- SS-Feldpostamt 104